# Rolf G. Heinze
Rolf G. Heinze (* 19. November 1951) ist ein deutscher Soziologe und Hochschullehrer. Er war von 1988 bis 2021 Inhaber des Lehrstuhls für Allgemeine Soziologie, Arbeit und Wirtschaft an der Ruhr-Universität Bochum. Seit Sommersemester 2021 ist er Seniorprofessor in der Sektion Soziologie der Fakultät für Sozialwissenschaft der Ruhr-Universität Bochum.

## Leben
Heinze studierte ab 1971 an der Universität Bielefeld, an der er 1976 sein Diplom in Soziologie machte. Im Jahre 1979 folgte seine Promotion. Er arbeitete mehrere Jahre als wissenschaftlicher Assistent an der Universität Hamburg und der Universität Paderborn, bevor er sich 1984 habilitierte. 1984/85 war er für zwei Semester Gastprofessor an der Universität Osnabrück, und von 1986 bis 1988 arbeitete er als Professor für Soziologie an der Universität Paderborn. Von 1987 bis 2011 war er Vorstandsmitglied der Sektion Sozialpolitik der Deutschen Gesellschaft für Soziologie. 1988 bis 2021 war Heinze Inhaber des Lehrstuhles für Allgemeine Soziologie, Arbeit und Wirtschaft in der Fakultät für Sozialwissenschaft an der Ruhr-Universität Bochum (in den Jahren 1993 bis 1996 war er dort auch Dekan der Fakultät für Sozialwissenschaft und von 2006 bis 2008 Mitglied im Senat). Seit September 2013 ist er Gastprofessor (visiting professor) auf Lebenszeit an der Akdeniz University in Antalya (Department of Gerontology/Faculty of Health Sciences) und seit dem Sommersemester 2021 Seniorprofessor an der Fakultät für Sozialwissenschaft der Ruhr-Universität Bochum.
Seit 1994 ist Heinze geschäftsführender wissenschaftlicher Direktor des Institutes für Wohnungswesen, Immobilienwirtschaft, Stadt- und Regionalentwicklung (InWIS) an der Ruhr-Universität Bochum (RUB); von 1998 bis 2021 war er Vorsitzender des Beirates des Instituts für Arbeitswissenschaft an der RUB (ab 2015 ist er zudem Mitglied des wissenschaftlichen Beirates des Instituts für Soziale Bewegungen der RUB). Von 2009 bis 2023 war er Mitglied des wissenschaftlichen Beirats der Sozialforschungsstelle (SfS) Dortmund an der Technischen Universität Dortmund; seit 2012 im Beirat der Bonner Akademie für Forschung und Lehre praktischer Politik (BAPP) an der Universität Bonn.
Heinze beteiligt sich regelmäßig an diversen Forschungsprojekten und betätigt sich als Berater von Ministerien, Verbänden, Stiftungen und Unternehmen. So war er von 2003 bis 2005 Mitglied der Sachverständigenkommission der Bundesregierung für den Fünften Altenbericht über „Potentiale des Alters in Wirtschaft und Gesellschaft“ (von 2012 bis 2017 Mitglied in der Kommission für den Siebten Altenbericht der Bundesregierung: „Sorge und Mitverantwortung in der Kommune – Aufbau und Sicherung zukunftsfähiger Gemeinschaften“). Von 1996 bis 2000 war er Mitglied der Enquête-Kommission des Landes Nordrhein-Westfalen zum Thema „Zukunft der Erwerbsarbeit“, von 1998 bis 2002 Mitglied der Benchmarking-Gruppe des "Bündnis für Arbeit" und wissenschaftlicher Berater des Bundeskanzleramtes (2011/2012 Mitglied der Expertengruppe "Zukunftsdialog" des Bundeskanzleramtes). Von 2002 bis 2021 war Heinze Mitglied des Stiftungsrates der Diakonischen Stiftung „Wittekindshof“.

## Schriften (Auswahl)
- Basic Income - From Vision to creeping Transformation of the Welfare State. (Zus. mit Jürgen Schupp), Berlin 2023.
- Grundeinkommen – Von der Vision zur schleichenden sozialstaatlichen Transformation (zus. mit Jürgen Schupp), Wiesbaden 2022
- Gesellschaftsgestaltung durch Neujustierung von Zivilgesellschaft, Staat und Markt. Wiesbaden 2020
- Digitalisierung und Nachbarschaft: Erosion des Zusammenlebens oder neue Vergemeinschaftung? (Hg. zusammen Sebastian Kurtenbach und Jan Üblacker). Baden-Baden 2019
- Vernetzung als Innovationsmotor – das Beispiel Westfalen (zus. mit Jörg Bogumil/Fabian Beckmann/Sascha Gerber), Münster 2019
- Wasser, Wohnen, Werte – Genossenschaften stiften Mehrwert (Hg. zus. mit Torsten Bölting/Uli Paetzel), Essen/Bochum 2019
- Neue Governancestrukturen in der Wohlfahrtspflege. Wohlfahrtsverbände zwischen normativen Ansprüchen und sozialwirtschaftlicher Realität (Hg. zusammen mit Joachim Lange und Werner Sesselmeier). Baden-Baden 2018
- Zukunft der Wirtschaftsförderung (Hg. zusammen mit Rasmus C. Beck und Josef Schmid). Baden-Baden 2014
- Sozialunternehmertum in Deutschland – Analysen, Trends und Handlungsempfehlungen (Hg. zusammen mit Stephan A. Jansen und Markus Beckmann). Wiesbaden 2013
- Zukunftsweisend. Chancen der Vernetzung zwischen Südwestfalen und dem Ruhrgebiet (zusammen mit Jörg Bogumil, Sascha Gerber, Fabian Hoose und Marc Seuberlich). Essen 2013
- Soziale Gerontologie in gesellschaftlicher Verantwortung (Hg. zus. mit Gerhard Bäcker). Wiesbaden 2013
- Viel erreicht – wenig gewonnen. Ein realistischer Blick auf das Ruhrgebiet (zusammen mit Jörg Bogumil, Franz Lehner und Klaus Peter Strohmeier). Essen 2012
- Wirtschaftliche Potentiale des Alters (zusammen mit Gerhard Naegele und Katrin Schneiders). Stuttgart 2011
- Die erschöpfte Mitte – Zwischen marktbestimmten Soziallagen, politischer Stagnation und der Chance auf Gestaltung. Weinheim 2011
- Handbuch soziale Dienste (Hg. zusammen mit Adalbert Evers und Thomas Olk). Wiesbaden 2011
- Rückkehr des Staates? Politische Handlungsmöglichkeiten in unsicheren Zeiten. Wiesbaden 2009
- Strategische Wirtschaftsförderung und die Gestaltung von High-Tech Clustern (Hg. zusammen mit Josef Schmid und Rasmus C. Beck). Baden-Baden 2009
- Neue Steuerung von Hochschulen. Eine Zwischenbilanz (Hg. zusammen mit Jörg Bogumil). Berlin 2009
- Wandel wider Willen. Deutschland auf der Suche nach neuer Prosperität. Wiesbaden 2006
- Ausblicke auf den aktivierenden Staat. Berlin 2005
- Die Berliner Räterepublik. Viel Rat – Wenig Tat?. Wiesbaden 2002